# Матовый листовой слоник
Матовый листовой слоник (лат. Phyllobius schneideri) — вид долгоносиков-скосарей из подсемейства Entiminae.

## Описание
Жук длиной 3-4 мм. В задней части надкрылья сильно выпуклые. В основном надкрылья окрашены красно-коричневый, чешуйки сравнительно редкие, розоватые или буроватые, косая перевязь не резкая, имеет вид угла, вершина которого лежит в задней трети шва, чешуйки её коричневые. Промежутки надкрылий узкие, без явственных щетинок на диске, они заметны только на боках и на заднем скате. При малом увеличении этот жук кажется гладким.

## Экология
Жуки встречаются на лиственных деревьях и кустарниках.